# Panjin
Panjin är en stad på prefekturnivå i Liaoning-provinsen i nordöstra Kina.

## Historia och geografi
Panjin grundades som en stad på prefekturnivå efter beslut i Statsrådet den 5 juni 1984.
Staden är belägen i floden Liaohes utlopp i Bohai-bukten och dess näringsliv präglas av petrokemiska industrin.

## Administrativ indelning
Staden består av två stadsdistrikt och två härad:
| Karta | Karta                | Karta     | Karta          | Karta                    | Karta     | Karta                      |
| ----- | -------------------- | --------- | -------------- | ------------------------ | --------- | -------------------------- |
|       |                      |           |                |                          |           |                            |
| Nr    | Namn                 | Kinesiska | Pinyin         | Befolkning (2003 uppsk.) | Yta (km²) | Befolknings- täthet (/km²) |
| 1     | Xinglongtai-distrikt | 兴隆台区  | Xīnglóngtái qū | 380 000                  | 194       | 1 959                      |
| 2     | Shuangtaizi-distrikt | 双台子区  | Shuāngtáizi qū | 190 000                  | 62        | 3,065                      |
| 3     | Dawa härad           | 大洼县    | Dàwā xiàn      | 390 000                  | 1 683     | 232                        |
| 4     | Panshan härad        | 盘山县    | Pánshān xiàn   | 290 000                  | 2 145     | 135                        |